# Gesundheitskommunikation
Gesundheitskommunikation (englisch Health Communication) ist ein interdisziplinärer Forschungszweig, welcher sich aus der Gesundheitswissenschaft und der Kommunikationswissenschaft zusammensetzt.
Hauptgegenstand der Forschung sind allgemeine gesundheitliche Themen, wie zum Beispiel Gesundheitsförderung, Gesundheitsbewusstsein und Gesundheitskompetenz, Krankheitsprävention und Krankheitsverbreitung (Epidemiologie).
Hinzu kommen kommunikative Aspekte, die sich mit der Aufbereitung und Vermittlung der gesundheitsrelevanten Informationen beschäftigen, um sie medienwirksam einem Publikum zu präsentieren.
Die Relevanz der Gesundheitskommunikation – also des übergreifenden Austausches über gesundheitsbezogene Themen – hat in den letzten 30 Jahren deutlich zugenommen und ist mittlerweile ein wichtiger Bestandteil der Gesundheitsforschung.

## Definitionsmöglichkeiten
Führt man die komplexen Begriffe Gesundheit und Kommunikation zusammen ergeben sich unterschiedliche Definitionsmöglichkeiten für Gesundheitskommunikation. Je nachdem, welche Merkmale von Gesundheit (z. B. nur körperliche oder nur objektive Gesundheit) und Kommunikation (z. B. Interaktivität, Medienkanäle) betrachtet werden, kann man das Forschungsfeld Gesundheitskommunikation weit oder eng definieren.
Eine weite Definition bezeichnet etwa alle Formen der menschlichen Kommunikation mit einem Bezug zu Gesundheit als Gesundheitskommunikation: „Health communication refers to any type of human communication whose content is concerned with health“ (S. 15).
Baumann und Hurrelmann (2014) bieten auch eine sehr weite Definition von Gesundheitskommunikation an, spezifizieren aber die verschiedenen Akteure und Kommunikationskanäle: „Gesundheitskommunikation bezeichnet die Vermittlung und den Austausch von Wissen, Meinungen und Gefühlen zwischen Menschen, die an Fragen von Gesundheit und Krankheit und öffentlicher Gesundheitspolitik interessiert und/oder als professionelle Dienstleister oder Patienten/Klienten in den gesundheitlichen Versorgungsprozess einbezogen sind. Vermittlung und Austausch können direkt-personal oder durch technische Medien vermittelt sein. Gesundheitskommunikation schließt alle Kommunikationsinhalte ein, die sich auf Gesundheit und Krankheit oder deren Determinanten beziehen, und umfasst alle Formen symbolvermittelter sozialer Interaktion, die – auch unabhängig von der Intention der Kommunikationspartner – gesundheitsrelevant sind, Gesundheitsverhalten also direkt oder indirekt beeinflussen, oder durch dieses initiiert werden“ (S. 13).
Engere Definitionen von Gesundheitskommunikation bezeichnen nur Teilbereiche der weiten Definition. So werden beispielsweise nur die „mehr oder weniger organisierten Bemühungen“ mit dem „Einsatz möglichst vieler zielführender Strategien (Beratung, Organisationsentwicklung, Aufklärungs- und Informationskampagnen)“ zur „Vermeidung von Krankheitsrisiken und die Stärkung von Gesundheitsressourcen“ (S. 39) genannt. In dieser Definition sind somit unabsichtliche (d. h. nicht zielführende) gesundheitliche Wirkungen der Kommunikation nicht enthalten.

## Geschichtlicher Hintergrund
Die Anfänge der Gesundheitskommunikation reichen sehr weit zurück. Schon Flugschriften, Almanache und die ersten Periodika wie Wochen- und Tageszeitungen enthielten nicht selten Texte rund um Gesundheit und Krankheit mit möglichen Ursachen und Therapien. Im deutschsprachigen Kontext des 20. Jahrhunderts fand Gesundheitskommunikation eine Institutionalisierung im von Karl August Lingner initiierten Deutschen Hygiene-Museum. Nach der deutsch-deutschen Teilung 1949 entstand sein bundesrepublikanisches Pendant, das Deutsche Gesundheits-Museum, in Köln, das wiederum 1967 in die Bundeszentrale für gesundheitliche Aufklärung umgewidmet wurde. Ebenfalls ist in neuerer Zeit die Gründung der Therapeutic Communication Interest Group nennenswert, die 1975 von der International Communication Association in den USA etabliert wurde.
Die Therapeutic Communication Interest Group wurde später in Health Communication Division umbenannt und beschäftigt sich unter anderem mit der Arzt-Patienten-Beziehung sowie mit Gesundheitskampagnen zur Aufklärung und Gesundheitspolitik.
Seit 1984 erscheinen vermehrt Bücher, die sich mit dem Thema Gesundheitskommunikation beschäftigten.
1996 wurde als Fachzeitschrift das  Journal of Health Communication gegründet, das über neue Erkenntnisse im Bereich Gesundheitskommunikation informiert.
Es befasst sich vor allem mit den Themen Risikokommunikation, soziales Marketing und Kommunikation als Wissenschaft, die genutzt werden muss, um die Menschen über gesundheitlich relevante Themen aufzuklären.
Das National Cancer Institute gründete 1999 eine Forschungsgruppe, die sich mit der breiteren Information über die Prävention und Intervention von Krebserkrankungen befasst.

## Ziele
- Information und Aufklärung der Bevölkerung über gesundheitsrelevante Themen,
- Vermittlung und der Austausch von  Wissen über verschiedene Bereiche des Gesundheitswesens,
- Gesundheitsförderliche Verhaltensweisen sollen initiiert, beeinflusst und unterstützt werden.

Ansatzpunkte für die Gesundheitskommunikation befinden sich in den Bereichen direkter, personaler Kommunikation im Gesundheitswesen (Arzt–Patient), der Massenmedien (Hörfunk, Fernsehen, Zeitungen) und der interaktiven Medien (Internet).

## Methoden und Vorgehensweisen
Im Arbeitsfeld der Gesundheitskommunikation vereinen sich in Gesundheitsberufen Beschäftigte sowie Personen mit verschiedenen akademischen Hintergründen und Spezialgebieten zu einer Berufsgruppe, wie Soziologen, Medizinern, Physiotherapeuten, Experten für Umwelt, Kommunikation und Wirtschaft.
Diese Spezialisten haben oftmals ihre eigenen Arbeitsmethoden.
Um jedoch die komplexen Aufgabenstellungen, die Gesundheitserhaltung und -förderung in den meisten Fällen mit sich bringen, bewältigen zu können, ist die Verbindung der fachspezifischen Methoden entscheidend.
Derartige Zusammenschlüsse sind beispielsweise bei der Ausarbeitung von Gesundheitskampagnen zu beobachten.
Kommunikationswissenschaftler, Psychologen, Grafiker und weitere Fachexperten arbeiten dabei gemeinsam an einer bestimmten Zielsetzung.
Dies kann die Aufklärung einer breiten Bevölkerungsgruppe über ein ausgewähltes, gesundheitswissenschaftliches Thema aber auch ein präventives Vorgehen sein.
Die weitreichendsten und größten Kampagnen dieser Art entstehen in Deutschland im Auftrag der Bundeszentrale für gesundheitliche Aufklärung (BZgA).
Gesundheitskommunikation im Allgemeinen hat auf verschiedenen Ebenen unterschiedliche Auswirkungen auf den Rezipienten. Zum einen gibt es die Individualebene, in der sich affektive, kognitive, konative und physiologische Wirkungen feststellen lassen. Zum anderen hat die Gesundheitskommunikation Auswirkungen auf der Mesoebene. Hier wird Kommunikation zwischen Personen oder Institutionen suggeriert. In erster Linie treten vor allem positive Folgen, wie die Steigerung des Gesundheitsbewusstseins des Rezipienten auf. Allerdings können auch negative Folgen, wie Verunsicherung, zum Vorschein kommen.

## Lehre und Beruf
Gesundheitskommunikation hat sich aus einer starken Praxis- und Anwendungsorientierung entwickelt.

### Bachelorstudiengänge
An der Fakultät für Gesundheitswissenschaften der Universität Bielefeld wird seit 2002 der Bachelorstudiengang Health Communication angeboten.
Er verbindet die Fachgebiete Gesundheitswissenschaften und Kommunikationswissenschaften.
Neben gesundheits- und kommunikationswissenschaftlichen Grundlagen werden folgende Schwerpunkte gelehrt:
- Gesundheitstelematik,
- Gesundheitsberatung
- Gesundheitsbildung,
- Gesundheitsmanagement.

Dieser Studiengang wird bisher ausschließlich an der Universität in Bielefeld angeboten. Andere Universitäten bieten aber ähnliche Studiengänge an, in denen andere Schwerpunkte gesetzt werden. So legt beispielsweise der Studiengang Gesundheitsförderung und Prävention an der Zürcher Hochschule für Angewandte Wissenschaften (ZHAW) ein großes Gewicht auf Gesundheitskommunikation.

### Masterstudiengänge
Seit 2017 gibt es an der Philosophischen Fakultät der Universität Erfurt den forschungsorientierten Masterstudiengang Gesundheitskommunikation. Er richtet sich an Bachelorabsolventen aus Psychologie, Kommunikationswissenschaft und Public Health. Dieses interdisziplinäre Masterprogramm widmet sich der Theorie und Praxis der evidenz-informierten Gesundheitskommunikation. Inhalte des Studiengangs sind u. a.
- Gesundheitskommunikation als interdisziplinäres Forschungsfeld (Säulen: Psychologie, Kommunikationswissenschaft, Medizin, Public Health, Methoden, Statistik)
- Psychologische Erklärung und Veränderung von Verhalten
- Rolle und Einsatz von Medien in der Gesundheitskommunikation und Verhaltensveränderung
- soziale und psychologischen Bedingungen, Bedeutungen und Folgen von gesundheitsbezogener und gesundheitsrelevanter, intendierter und nicht-intendierter, intrapersonaler, interpersonaler, medialer und öffentlicher Kommunikation.

An der Universität Bielefeld ist es möglich, den Master in Public Health und European Public Health zu studieren.
Der Studiengang Master in Public Health wird sowohl in Bielefeld als auch beispielsweise in München, Wilhelmshaven, Düsseldorf und Fulda angeboten.

### Weiterbildungen
Das Postgraduate Center der Universität Wien bietet mit dem berufsbegleitenden Masterprogramm Health Communication zudem eine systematische Weiterbildung im Bereich der Gesundheitskommunikation. Neben einer Einführung in die Grundlagen der Gesundheitskommunikation und die Grundlagen der Gesundheit stehen folgende Inhalte im Fokus:
- Medial vermittelte Kommunikation (u. a. Medienwirkung; Werbung; Journalistik; Öffentlichkeitsarbeit; Non-Advertising-Persuasion; Medienberichterstattung)
- Gesundheitsverhalten (u. a. Planung und Umsetzung von Kommunikationsmaßnahmen zur Beeinflussung des Gesundheitsverhaltens)
- Strategische Kommunikation (u. a. Taktiken und Strategien der Persuasion; Planung, Führung und Evaluation von Kampagnen)
- Interpersonelle Kommunikation (u. a. Kommunikative Kompetenz; praxisorientiertes Handlungsprogramm für beruflich definierte Kommunikationsvorgänge)

## Tätigkeitsfelder und -bereiche
- Gesundheitsversorgung und -beratung,
- Gesundheitsbildung und -aufklärung,
- Gesundheitsberichterstattung und -informatik,
- Gesundheitsmarketing und -consulting,
- Gesundheitstelematik und Telemedizin,[13]
- Gesundheitsverbände,
- Ministerien, Behörden, Krankenhäuser,
- Kranken- und Pflegeversicherungen,
- Verbraucher- und Patientenberatungsstellen,
- Rundfunk- und Fernsehsender.